# Sultan bin Salmeen Al Mansouri

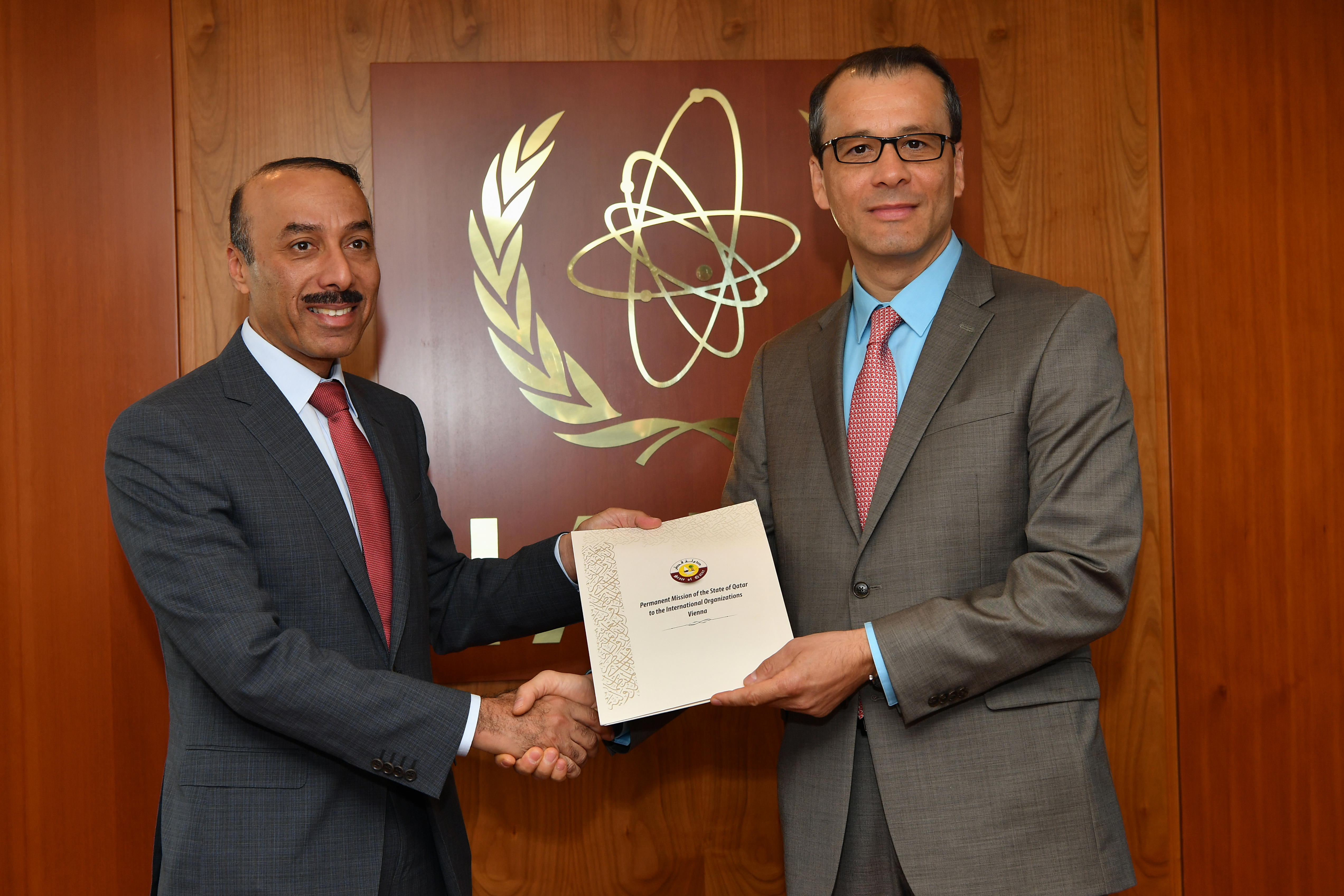
Sultan bin Salmeen Al Mansouri gemeinsam mit Cornel Feruta (2019)

Sultan bin Salmeen Al Mansouri (arabisch سلطان بن سالمين المنصوري, DMG Sulṭān b. Sālimīn al-Manṣūrī; * 1. Januar 1960) ist ein katarischer Diplomat.

## Werdegang
Sultan bin Salmeen Al Mansouri wurde am 1. Januar 1960 geboren und trat an seinem 18. Geburtstag in den katarischen Staatsdienst ein. Er absolvierte 1979 das British Aviation Army College und absolvierte 1993 einen Master in Militärwissenschaften in Ägypten. 2009 erhielt er einen PhD in „Nationale strategische Philosophie“, ebenfalls in Ägypten.
Er war zu Beginn seiner Laufbahn bei Qatar Emiri Air Force beschäftigt, ab 1982 leitete er eine Hubschraubereinheit, ab 1996 war er Kommandant der Hubschrauberabteilung. Ab 1997 war er Flugtrainer am British Central Training College im Vereinigten Königreich. Von 2000 bis 2003 war er Militärattaché Katars für Großbritannien und nicht residierender Militärattaché Katars in Frankreich. 2003 war er Kommandant der Al Udeid Air Base. Von 2005 bis 2013 war er Betriebs- und Ausbildungsleiter der Qatar Emiri Air Force. Von 6. November 2014 bis 2019 war er katarischer Botschafter in Südkorea, seit 2015 war er gleichzeitig katarischer Botschafter in der Mongolei und ab 26. Dezember 2013 katarischer Botschafter in China, wo er auch residierte. Seit 28. August 2019 ist Sultan bin Salmeen Al Mansouri katarischer Botschafter in Österreich und bei den internationalen Organisationen in Wien.

## Privates
Sultan bin Salmeen Al Mansouri ist verheiratet.